# Renault Trafic
A Renault Trafic a francia Renault márka mikrobusza / kisteherautója. Az ilyen névű könnyű haszongépjárművek 1980 nyarától a Renault kínálatában vannak. Az első generációt a Société des Véhicules Automobiles de Batilly gyártotta.
Az új együttműködési partner, a General Motors Europe révén a második generációt Opel Vivaro vagy Vauxhall Vivaro néven is forgalmazták. A Trafic II és az Opel Vivaro elindítása után mindkettőt 2002-ben választották az év furgonjának. A francia-japán Renault-Nissan szövetségnek köszönhetően a kisteherautót Nissan Primastar néven is forgalmazták. Mind a Trafic II, mind a Nissan Primastar, mind a GM variánsokat a GM Manufacturing Luton-ban gyártották.
A harmadik generációt, amely 2014-től kapható, részben ismét a Renault gyártja a Le Havre melletti Sandouville-i gyárában, míg a Primastar-t Nissan NV300-ként gyártják a Nissan Motor Ibérica-ban. 2015-ben új együttműködési partnerség jött létre a Fiat-tal. 2016-tól a Trafic / Vivaro / NV300 típusokat Fiat Talento néven is gyártották.
Az Opel 18 év után 2019 második negyedévében fejezte be együttműködését a Renault-tal, mivel a versenytárs PSA-csoport 2017 augusztusában vette át a német járműgyártót, és az Opel GM platformjait engedélyezési okok miatt már nem lehetett használni.

## Trafic I (1980-2001)
1980 nyarától az újonnan tervezett Renault Trafic váltotta fel a korábbi Estafette modellt.
A Trafic-ot a 2,1–2,8 tonna össztömegű súlyosztályhoz tervezték. Ugyanakkor bemutatták a műszakilag szorosan összekapcsolt, 2,8–3,5 tonnás Renault Master-t is. Az első és a hátsókerék-hajtás keveréke szokatlan volt a kisteherautók számára. Volt a Trafic-T (vontatás (avant) = elsőkerék-hajtás) az utasszállítás / mikrobusz számára, mint "Microbus Comfort", és a Trafic-P (Propulsion (arrère) = hátsókerék-meghajtás), mint kisteherautó és platós teherautó. 1985 közepétől a Renault Trafic összkerék-meghajtással is megvásárolható. A Masternek hátsókerék-meghajtása volt továbbra is. Az üres tömeg 1200–1300 kg.
Benzinmotorokkal teljesítménye 35 kW és 59 kW között volt, dízelmotorokkal, 44 kW és 49 kW között volt. Az akkori kornak megfelelően a járművek nagyon szögletes alakúak voltak.
A szögletes motorháztetőből és a szélvédőből készült, már furgonszerű elülső oldalt 1989 májusában aerodinamikailag továbbfejlesztették egy facelift után, és kerekített formákkal adaptáltak az idő ízléséhez. A motor teljesítménye megnőtt, és opcionálisan ott volt egy 55 kW-os dízel és 70 kW-os benzinmotor.
A második faceliftre 1994 júniusában került sor, a motor sorozatának megváltoztatásával. Csak két 48 kW és 55 kW teljesítményű dízelmotor és 74 kW-os benzinmotor volt a kínálatban.
1997 közepétől a kisebb változtatásokkal ellátott Renault Trafic terveit a General Motors átvette, mert hosszú szünet után ismét kisteherautókat akart gyártani a cégcsoport. A modellt Opel Arena néven, a Brit-szigeteken, Vauxhall Arénaként és Brazíliában Chevrolet Space Van néven adták el.
A Tata Winger, amelyet a Tata Motors Indiában épített 2007 óta, nagyrészt a Trafic I-n alapul.

## Trafic II (2001-2014)
2001 szeptemberében bemutatták a Trafic második generációját. Mint 1997 vége óta a Renault Master, ez is a Renault-Nissan és az Opel közös terméke. Testvérmodelljei az Opel Vivaro (2001 óta) és a Nissan Primastar (2002 óta). Az autó saját tömege 1785–1976 kg.
A Renault kifejlesztette a Trafic-ot a General Motors-szal együttműködve. A sorozatot a GM Europe lutoni gyárában, valamint a Nissan barcelonai gyárában gyártják. A Renault Nyugat-Európában 1998 óta piacvezető a könnyű haszongépjárművek gyártói között a 3,5 tonna bruttó járműtömegig.
A jármű eleje vizuálisan kerekített, a karosszéria alakja lefelé / befelé eső fényszórókkal, a vezető és az első ülés feletti kupola, valamint a karosszéria műanyag széleibe ágyazott hátsó lámpák meglehetősen futurisztikusnak tűntek. A Trafic a normál hosszú L1 változatban (4782 mm), az L2 hosszú változatban pedig 400 mm-rel hosszabb, a jármű utolsó részében, a hátsó kerék ívek előtt
Motorok:
A Trafic II-t benzin- és dízelmotorokkal kínálták. Az 1,9 literes közúti dízelmotor két teljesítményszintben kapható. Mindkét motor megfelel az Euro 3 kibocsátási szabványnak.
- 2,0 16S,[2] négyhengeres benzinmotor 1998 cm3-es teljesítménnyel és 88 kW (120 LE), 2001–2006
- 1,9 dCi 80, négyhengeres dízelmotor 1870 cm3-es és 60 kW (82 LE), 2001-2006
- 1,9 dCi 100, négyhengeres dízelmotor 1870 cm3-es és 74 kW (101 LE), 2001-2006
- 2,5 dCi 140, négyhengeres dízelmotor 2463 cm3-es és 99 kW (135 LE), 2001–2006

2006 nyarán a Trafic csekély ráncfelvarrást és műszaki változtatásokat kapott. Bevezették a gyors váltóművet (6 fokozat). A legalacsonyabb motorizáció 66 kW-nál (90 LE) indul. A két kevésbé nagy teljesítményű egységet 1,9-ről 2,0 literre bővítették, és részecskeszűrő nélkül elérték az Euro 4-et. Az 1,9 literes motort csak a régi modellekbe telepítik, amelyeket Kelet-Európában Lada-Renault M90 néven forgalmaznak. Ezenkívül a 2,5 literes dízelmotor teljesítményét 99 kW-ról 107 kW-ra emelték, hogy kompenzálják ebben a motorban az Euro 4-hez szükséges részecskeszűrő miatt bekövetkező veszteségeket.
2006-tól a Renault a Trafic II-t ellátta 2,0 literes közös nyomócsöves befecskendezés dízelmotorral, amely két teljesítményszintben volt elérhető. Mindkét motor megfelel az Euro 5 kibocsátási szabványnak.
- 2,0 16 V, négyhengeres benzinmotor, 1998 cm3 teljesítmény és 86 kW (117 LE), 2006–2008
- 2,0 dCi 90, 66 kW-val (90 PS), 240 Nm 1600 fordulat / perc sebességgel, 2006-2014
- 2,0 dCi 115, 84 kW (114 LE), 290 Nm 1600 fordulat / perc sebességgel, 2006-2014
- 2,5 dCi 150 FAP, 107 kW (146 LE), 320 Nm 1500 fordulat / perc sebességgel, 2006-2014

2014 augusztusában befejeződött a Trafic II gyártása.

### Felszerelés
A Trafic mind kilenc üléses autó változatban, mind haszongépjárműként kapható. A motortól, a tengelytávtól és a hasznos teherosztálytól függően összesen 40 változat érhető el. A Renault a Traficot furgonként és dupla fülkével felszerelt furgonként kínálja, mindegyik két tengelytávú (3,098 és 3,498 milliméter). Az 1,98 méter magas szabvány mellett a furgon magas tetővel rendelkezik (2,50 méter).
Autóként a Renault a Trafic-ot kínálja a három karosszéria stílusban: Combi, Passenger Black Edition és Generation Evado.
A Trafic Combi a funkcionalitásra összpontosít és alapkivitelben nyolc ülést kínál (részlegesen üvegezett: hat ülést). Különösen alkalmas emberek és áruk kereskedelmi szállítására.
A Passenger Black Edition különösen kiemelkedik a színezett hátsó és oldalsó ablakokkal.
Ez a változat, három közös sínű, 84 kW és 107 kW közötti turbodízelmotorral, nagy családok számára elérhető 2008 óta. A motorok hatfokozatú sebességváltóval vagy hatfokozatú automatikusan működnek.
Trafic Evado
Ez a változat három közös nyomócsöves befecskendezésű, 84 kW és 107 kW közötti turbodízelmotorral, nagy családok számára elérhető 2008 óta. Hatfokozatú manuális vagy automata sebességváltóval kaphatók.

## Trafic III (2014 óta)
A Renault Trafic III-at 2014. szeptembere óta gyártják. A Renault Trafic harmadik generációját elsősorban a Renault gyártja a franciaországi Sandouville-i gyárban, míg az Opel Vivaro B-t 2019. márciusáig Lutonban, a GM üzemben gyártották. Az előző modellhez hasonlóan a Renault Traficon alapuló Nissan modellt is kínálnak, Nissan NV300 elnevezéssel.
Az okostelefonok, táblagépek és laptopok a műszerfalba integrált 7 hüvelykes érintőképernyővel  vezérelhetők (felár ellenében kaphatók). Hátsó nézetű kamera is kapható. A válaszfal speciális kialakításának köszönhetően a 4,15 méter hosszú tárgyakat most a raktérben és az első utasülés alatt lehet elhelyezni.
Vannak forgalmi kemping buszok, melyeknek neve „Kompanja”  és „Colibri"
A Trafic facelift modelljét 2019. április 23-án mutatták be, 2019 harmadik negyedévében került piacra.
Változtatások:
- "ráncfelvarrás"
- erősebb motorok, mind megfelelnek az Euro 6d Temp szabványnak
- új kormánykerék
- új információs képernyő

### Motorok
| Dízelmotorok | Dízelmotorok       | Dízelmotorok    | Dízelmotorok    |
| Modell       | Motortípus         | Erő             | Forgatónyomaték |
| ------------ | ------------------ | --------------- | --------------- |
| 1.6 dCi      | 1,598 cm3 I4 turbo | 95 LE (70 kW)   | 260 Nm          |
| 1.6 dCi      | 1,598 cm3 I4 turbo | 125 LE (92 kW)  | 320 Nm          |
| 1.6 dCi      | 1,598 cm3 I4 turbo | 145 LE (107 kW) | 340 Nm          |
| 2.0 dCi      | 1,997 cm3 I4 turbo | 120 LE (88 kW)  | 320 Nm          |
| 2.0 dCi      | 1,997 cm3 I4 turbo | 145 LE (107 kW) | 350 Nm          |
| 2.0 dCi      | 1,997 cm3 I4 turbo | 170 LE (125 kW) | 380 Nm          |

Karosszériaváltozatok:
Elérhető változatok: mikrobuszok, furgonok, dupla kabinos furgonok és platós teherautók.
Fiat Talento
2016-tól a Fiat a Scudo utódjaként a Renault Trafic III alapjaira épülő Talento modellt kezdte el gyártani.